# Anselm der Ältere (Nagoldgau)
Anselm der Ältere, Graf im Nagoldgau (um 966), ist der älteste urkundlich erhaltene Nagoldgau-Graf, der in der Reihe der Ahnherren der nachherigen Grafen (seit 1246 Pfalzgrafen) von Tübingen steht.

## Leben und Wirken
Die urkundliche Nachricht von ihm verdankt man dem zufälligen Umstand, dass Kaiser Otto I. 966 die Schenkung einer Besitzung die Schenkung im Nagoldgau, in der Grafschaft eines Anselms, in dem Dorf Kuppingen bestätigte. Es folgte dann wieder ein Anselm, der in den Jahren 1027 und 1048 genannt wurde. Zwischen beiden Anselmen, die die einzigen bekannten, nach dem Nagoldgau bezeichneten Grafen sind, erscheint, wohl von derselben Familie, im Jahre 1007 ein Graf Hugo mit dem seinem Gau Glehuntare zugeteilten Ort Holzgerlingen, und dieser eröffnet die Reihe der seit dem letzten Viertel des 11. Jahrhunderts häufiger werdenden Hugos, Grafen und Pfalzgrafen von Tübingen.

### Ehe
Er heiratete um 950 die Tochter Werners V. und der Hicha. Diese Tochter war die Urenkelin des Hunfridinger Burchard I. Der Großvater des Anselm von Nagoldgau, der auch Anselm hieß, hatte 911 ein ungerechtes Todesurteil gegen Burchard I. erwirkt und vollstreckt. Anselm hat damals den Griff der Burchardinger nach der Herzogsmacht in Schwaben verhindert oder wenigstens für den Augenblick verzögert. Der späteren Überlieferung galt er geradezu als Burchards Mörder. Aber die Eheschließung war das Zeichen einer Aussöhnung der beiden Häuser.

### Häseltrog-Sage
In der Häseltrog-Sage wird berichtet, wie Graf Anselm von Nagold den von Italien nach Deutschland heimkehrenden Kaiser Otto I. und dessen Gemahlin Adelheid durch seinen Amtssprengel geleitet hat. Am Vormittag durchritt die Reisegesellschaft den Neckar in der Tälinsfurt und traf am Mittag auf des Königs Gutshof zu Holzgerlingen ein. Der Kaiser freute sich über Graf Anselms kluge Art und Weise, wie er sich seiner Geleitspflicht unterzog. Bei Böblingen-Hulb wurde die Kaiserin müde und begehrte zu rasten. Sie fiel in einen sanften Schlummer und träumte von einem Jahrmarkt, von dem sie ihrem Gatten berichtete, der dadurch die Idee bekam, welchen Gnadenerweis er dem Grafen Anselm tun wollte. Auf dem Berg vor dem Dorf Ihingen nahm Graf Anselm an der Grenze seiner Grafschaft Abschied. Der Kaiser verlieh ihm dort das Recht, auf der Wiese, die Adelheid im Traum erlebt hatte, einen Jahrmarkt zu halten, an des Königs freier und offener Straße. Als seine Gemahlin den Platz geschildert, von dem sie geträumt hatte, da wusste Graf Anselm, dies könne nur der Ort Mauren bei Ehningen im Schönbuch sein. Es wurde daraufhin alljährlich drei Tage lang zu des Kaisers Gedächtnis gehalten. Graf Anselm erhob einen gewichtigen Marktzoll und gedachte dabei dankbar der Milde seines edlen Kaisers und Herrn. Ob der einstmals berühmte Maurener „Bolaimarkt“ (nach dem Kirchenheiligen St. Pelagius) tatsächlich schon im 10. Jahrhundert gestiftet wurde, ist aber unklar.